# DB-Baureihe 711.0
Bei der Baureihe 711.0 handelt es sich um neun in den Jahren 1995 und 1996 von Windhoff in Rheine gebaute Fahrzeuge zur Entstörung und Instandhaltung von Oberleitungsanlagen. Der Name „HIOB“ für die Fahrzeuge bedeutet Hubarbeitsbühnen-Instandhaltungsfahrzeug-Oberleitungsanlagen.
Die Fahrzeugnummer 711 001-8 war bis 1982 an den Tunneluntersuchungswagen Kar 6209 vergeben.

## Aufbau und Ausstattung
Die Triebwagen der Baureihe 711.0 besitzen einen über die gesamte Rahmenlänge reichenden Wagenkasten in Stahlleichtbauweise. Der Wagenkasten beinhaltet einen 8.060 mm langen Werkstattraum, den Führerstand 1 mit 2.400 mm Länge und den kombinierten Aufenthaltsraum mit Führerstand 2. Hier befindet sich der Videoarbeitsplatz und das Vakuum-WC.
Auf dem Dach der Kabine befinden sich beginnend über dem Führerstand 1 ein Messstromabnehmer der Bauart WBL 85, dessen Anpressdruck manuell regelbar ist. Es folgt die Fahrdraht- und Tragseilhebeeinrichtung des Herstellers Atlas. Anschließend ist eine Hubarbeitsbühne mit den Abmessungen 3.500 mm × 1.600 mm vorhanden, die hydraulisch um 1.400 mm angehoben werden kann.
Mit der Hubarbeitsbühne kombinierbar ist die freischwenkbare Hubarbeitsbühne mit den Abmessungen 1.500 mm × 1.600 mm. Beide Bühnen erreichen im Gleichlauf eine maximale Höhe über SO von 5.200 mm, die FHB alleine bis zu 18 m. Zudem ist eine Videokamera vorhanden, die ein Bild des angelegten Stromabnehmers an den Videoarbeitsplatz sendet, von wo aus die Aufzeichnungen in Echtzeit erfasst werden können.

## Laufwerk und Bremsen
Alle „HIOB“ verfügen über ein Lauf- und ein Triebdrehgestell. Beide sind annähernd baugleich und besitzen zwei durch Megifedern geführte Achsen mit Monoblockrädern. Gebremst werden die Fahrzeuge durch eine Motor- und eine Druckluftbremse. Die selbsttätige indirekte und die nichtselbsttätige direkte Druckluftbremse wirken auf Graugussbremsklötze an allen Achsen, beide Bremsen sind mehrlösig. Zum Festhalten des stehenden Fahrzeugs ist eine elektropneumatisch gesteuerte Federspeicherbremse vorhanden.

## Antrieb und Elektrik
Für die Streckenfahrt ist ein MAN-Dieselmotor der Bauart D 2876 LOH 01 vorhanden. Dieser erzeugt aus 6 Zylindern per Abgasturboaufladung mit Ladeluftkühlung eine Leistung von 338 kW (460 PS) bei 1.800/min.
Die Leistungsübertragung erfolgt über ein hydrodynamisches Getriebe auf beide Achsen des Triebdrehgestells.
Für die Arbeitsfahrt wurde ein 4-Zylindermotor MAN D 0824 LFL 02 mit 118 kW (160 PS) bei 2.400/min verbaut. Er treibt eine Hydrostatikpumpe an, um mit dem erzeugten Öldruck einen in den Antriebsstrang eingebauten Hydrostatikmotor anzutreiben.
Durch diese Bauweise ist es möglich, für Streckenfahrt mit höherer Geschwindigkeit beide Motoren parallel zu betreiben, um so eine hohe Leistung zu erhalten.
Für den Betrieb sind zwei Stromsysteme installiert. Zur Nutzung von handelsüblichen Werkzeugen ist ein Drehstromnetz 230/400 V mit 10 kVA vorhanden.
Das gesamte Fahrzeug wird durch ein 24-V-Netz betrieben, das seine Energie aus Batterien und von den Motoren angetriebene Lichtmaschinen bezieht. Des Weiteren können die Batterien über einen 230-V-Fremdspannungsanschluss geladen werden.
Gesteuert wird der Wagen über eine integrierte Fahrzeugsteuerung von Krauss-Maffei. Diese übernimmt die Regelung, Überwachung und Diagnose aller relevanten Funktionen. Antriebs- und Bremsbefehle werden über einen auf dem Führerpult integrierten kombinierten Fahr-/Bremshebel erteilt.
Herstellerseitig sind eine Indusi I 60R, eine Zeit/Zeit-Sifa und Zugfunk vorhanden. Außerdem wurde der Einbau einer LZB 80 vorbereitet. Bei den Fahrzeugen 711 007 bis 009 soll diese eingebaut worden sein. Die beiden noch eingesetzten Wagen 003 und 005 besitzen mittlerweile eine PZB 90 und der Zugfunk wurde auf ein GSM-R-Gerät umgestellt.

## Verkauf
Die Fahrzeuge 711 002, 007 und 009 wurden 2009 an die Railsystems RP GmbH verkauft.